# سد ناغاي
سد ناغاي (باليابانية: 長井ダム) هو سد خرساني يقع في محافظة ياماغاتا في اليابان. يستخدم السد للسيطرة على الفيضانات وإمدادات المياه وتوليد الطاقة. تبلغ مساحة مستجمعات المياه في السد 101.2 كيلومتر مربع (39.1 ميل مربع). يحجز السد حوالي 140 هكتارًا من الأرض عندما يمتلئ ويمكنه تخزين 51000 ألف متر مكعب من المياه. بدأ بناء السد في عام 1979 واكتمل في عام 2010. 